# Athenaeum (časopis)

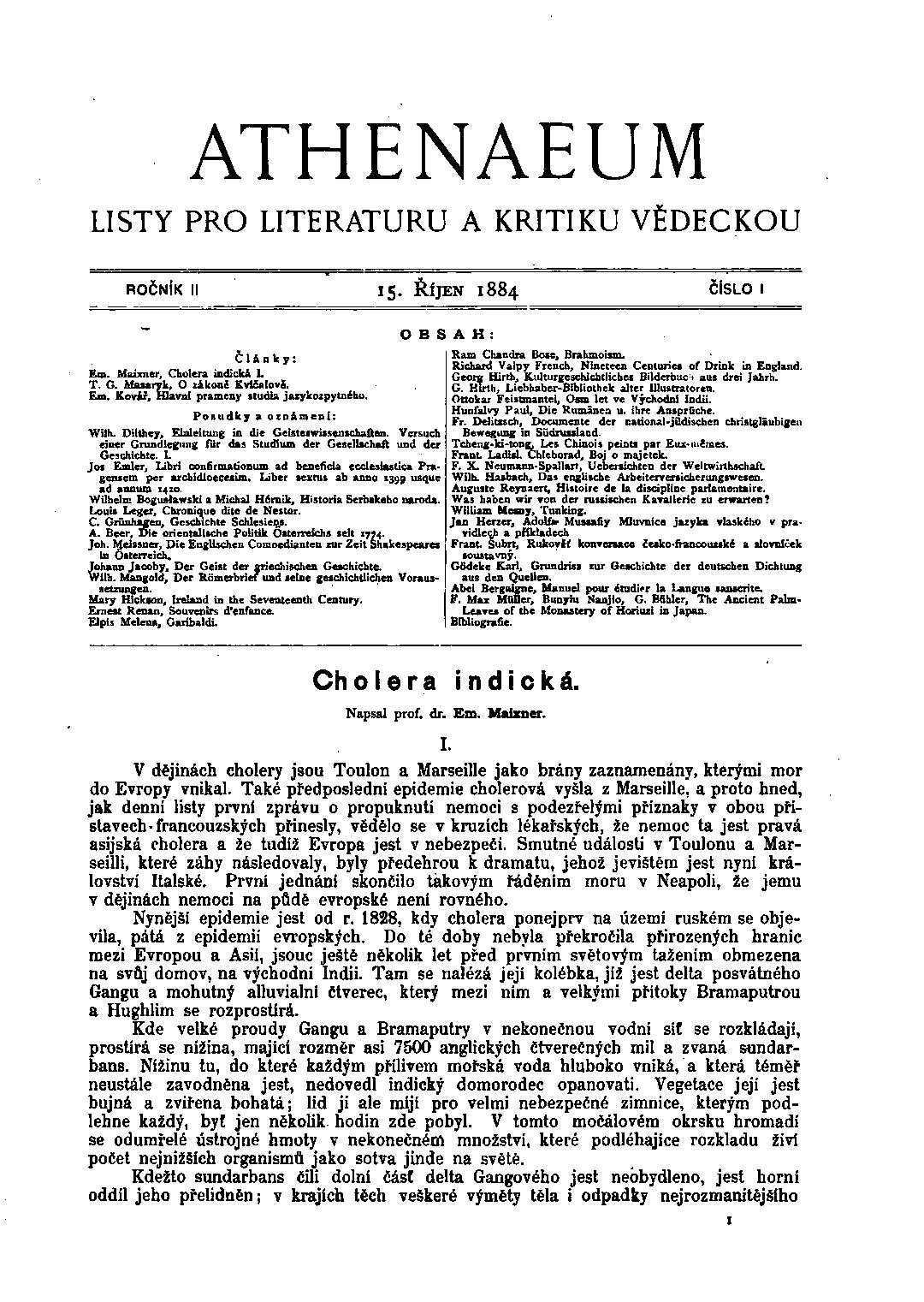
Aetheneum, říjen 1884, titulní strana

Athenaeum  byl časopis, který vycházel v letech 1883–1893 a pečoval o rozvoj původní české vědecké práce. Zasloužil se zejména o obnovení sporu o pravost Rukopisů královédvorského a zelenohorského (RKZ). V letech 1883–1888 byl redaktorem Athenaea Tomáš Garrigue Masaryk.

## Vznik a počátkyAthenaea
V roce 1882 došlo k rozdělení pražské univerzity na německou (c. k. německá universita Karlo-Ferdinandova) a českou (c. k. česká universita Karlo-Ferdinandova). S tím vznikla potřeba časopisu, který by podporoval rozvoj české vědy seznamováním se zahraniční i domácí vědeckou prací a podporou původní literatury a kritického myšlení.
Vydavatelem prvních tří ročníků Athenaea byl pražský nakladatel Jan Otto. První ročník obsahoval především informativní články, tj. recenze a zprávy o vědeckých pracích. Již ve druhém ročníku se zvýšil počet samostatných prací a úvah. Tomáš Garrigue Masaryk, který byl redaktorem časopisu v letech 1883–1888, vyvolal v tomto ročníku rozsáhlou odbornou diskusi článkem Jak zvelebovati naši literaturu naukovou. Masaryk tam rovněž vyzývá k založení druhé české univerzity (po Praze pravděpodobně v Brně, v Olomouci fungovala od roku 1573 již jen "Teologická fakulta"). Tato diskuse se stala méně významnou otevřením zásadního sporu o pravost RKZ v únoru 1886.

## Spor o Rukopisy aAthenaeum
Po osamoceném názoru Josefa Dobrovského vznikaly pochybnosti o pravosti RKZ již v 50. letech 19. století. Athenaeum započalo novou etapu těchto sporů.
V únorovém čísle roku 1886 vyšel v nenápadné úpravě uvnitř časopisu článek odborníka na starou češtinu (a donedávna zastánce pravosti RKZ) Jana Gebauera Potřeba dalších zkoušek Rukopisu Královédvorského a Zelenohorského (Athenaeum, únor 1886, s. 152–164). Jan Gebauer v něm vyslovil pochybnosti filologické; za nadřazené těmto pochybám považoval chemické a paleografické zkoušky, které se dosud neuskutečnily a které by měly podat rozhodující důkazy o pravosti nebo nepravosti. Na tento článek navazoval otevřený list T. G. Masaryka Gebauerovi. V něm vyslovil i své vlastní pochybnosti o pravosti Rukopisů a vyzval: "...prosím napište nám do Athenaea nebo kamkoli článek o češtině RK a RZ a hlavně k odchylkám ukažte..." (Athenaeum, únor 1886, s. 164-168).
Ještě v roce 1885, po vydání prvních dvou ročníků, bylo Athenaeum hodnoceno tiskem velmi příznivě, stejně jako jeho vedoucí redaktor Masaryk. Národní listy např. uvedly, že "...v čelo postavil se muž poctivý a neohrožený..." a že "...Athenaeum jest list výborný." Diskuse o RKZ ale vyvolala prudkou reakci zastánců jejich pravosti. Julius Grégr označil, opět v Národních listech, odpůrce pravosti, soustředěné v Athenaeu, za "...literární Maffii...", která "...vztahuje své smělé ruce po nejdražších skvostech národa..." Autory Athenaea označily Národní listy za šašky. Zejména zesměšnily matematický rozbor Augusta Seydlera (viz níže 'Zajímavost'), kterému mj. navrhovala, aby se uplatnil "...k vynalezení mathematické formule, dle níž by mohly dámy na Zelném trhu sázet na terno a terno-secco do lotterie...".
Ještě v roce 1890 Josef Pekař ve svém příspěvku dokázal, že název „Hrubá Skála“ se vyskytuje až v 17. století a Rukopis královédvorský je tudíž padělek.
Spor trval pět let a časopis v něm byl téměř osamocen. Všechny otázky sporu nebyly sice vyřešeny, ale většinový názor českých vědců se ustálil na tom, že RKZ jsou historickou památkou z počátku 19. století.
Když rakouská vláda roku 1892 na školách zakázala oslavy 300. výročí narození J. A. Komenského, byl profesor Masaryk požádán o přednášku, kterou přednesl ve studentském spolku "Slavia" v Praze, v předvečer narozenin 27. března 1892. Tiskem vyšla téhož roku (jako zvláštní vydání "Athenaea") a byla rovněž publikována v IX. ročníku Athenaea (str.193-197). U příležitosti 250. výročí Komenského úmrtí svolil autor, prezident Masaryk, k druhému vydání.

## OsobnostiAthenea
Neúplný seznam osobností, které se na tvorbě časopisu Athenaeum podílely (v abecedním pořadí):
- Albín Bráf (redaktor pro právo a státní vědy v letech 1883–1886)
- Jan Gebauer (jazykovědec, bohemista)
- Jaroslav Goll (historik autor historického rozboru RKZ)
- Emerich Maixner (redaktor pro medicínu v letech 1883–1886)
- Tomáš Garrigue Masaryk (vedoucí redaktor v letech 1883–1888, vydavatel vlastním nákladem 1883–1886)
- Jan Otto (vydavatel 1883–1886)
- Josef Pekař (historik)
- Antonín Rezek (profesor, historik)[9]
- August Seydler (matematik, astronom a fyzik)
- Josef Zubatý (indolog a bohemista)

## Další vývoj a zánik časopisu
Když nakladatel Jan Otto odmítnul další spolupráci v důsledku bojů o pravost RKZ, ujal se vydávání časopisu v letech 1888–1891 Tomáš Garrigue Masaryk vlastním nákladem (ročník 4–5). Po něm ještě dva roky vydával Athenaeum Josef Kaizl a posledním vydavatelem se v letech 1891–1893 (ročník 9–10) stalo vydavatelství J. R. Vilímek.
Od roku 1893, kdy bylo vydávání Athenaea zastaveno, bylo nahrazeno časopisem Naše doba.

## Zajímavost
Do sporu o pravost RKZ nevstoupili na stránkách Athenaea jen jazykovědci, historici a přírodovědci. Český astronom, matematik a fyzik August Seydler zveřejnil již v dubnovém čísle 1886 (s. 299–307) článek Počet pravděpodobnosti v přítomném sporu. V něm poprvé v české (a pravděpodobně i světové) vědě použil matematické metody k řešení lingvistického problému.
Ve svém článku vycházel Seydler z Gebauerova zjištění, že Rukopisy obsahují velké množství odchylek od mluvnice, která se vyskytuje v prokazatelně staročeských památkách. Dále využil Gebauerovo zjištění, že řada těchto odchylek je shodná s odchylkami nalezenými v padělcích spojených s osobou Václava Hanky a v jeho dílech, která vznikla před objevením RKZ. Pro tyto odchylky použil Seydler výraz "zvláštnost". V článku odvodil, že je mizivá pravděpodobnost, že by "zvláštnosti" v Rukopisu Královédvorském byly náhodné.